# جراحة القلب والصدر
جراحة القلب والصدر هي مجال طبي يختص بالعلاج الجراحي للأمراض التي تؤثر على الأعضاء داخل القفص الصدري، أي علاج أمراض القلب والرئتين جراحيا.
جراحة القلب (التي تشمل القلب والأوعية الدموية الكبرى) وجراحة الصدر (التي تشمل الرئتين وأي أعضاء أخرى داخل القفص الصدري) هي تخصصات جراحية مستقلة، ما عدا في الولايات المتحدة الأمريكية والمملكة المتحدة وأستراليا ونيوزيلندا حيث يتم دمجهم معا في تخصص واحد، وهذا يجعل الجراح المتدرب في تخصص جراحة القلب والصدر يمتلك خبرة أوسع في المجالين قبل أن يتخصص في إحداهما.

## التدريب
لكي تصبح جراحاً مؤهلاً بالكامل في أي مكان في العالم لابد أن تقضي من 4 إلى 16 سنة (أو أطول) من التدريب. يمكن الجمع بين تدريب جراحة القلب وجراحة الصدر و / أو جراحة الأوعية الدموية ويُرمز لجراحة القلب والأوعية الدموية (CV) / بينما يُرمز لجراحة القلب والأوعية الدموية الصدرية ب (CVT). بعض التخصصات في جراحة القلب مثل جراحة القلب للأطفال وجراحة زرع القلب.

### أستراليا ونيوزيلندا
مدة برنامج التعليم والتدريب الجراحي في أستراليا ونيوزيلندا هي 6 سنوات ويعتبر تنافسي للغاية، وعادة ما تبدأ سنوات التدريب بعد الانتهاء من كلية الطب. يتم إدارة التدريب والإشراف عليه من قبل برنامج تدريب ثنائي القومية (أستراليا ونيوزيلندا). ويتم إجراء فحوصات متعددة طوال فترة التدريب، وبعدها امتحان في السنة الأخيرة من التدريب. عند الانتهاء من التدريب، يتم منح الجراحين زمالة من الكلية الملكية الأسترالية للجراحين (FRACS). بعد الحصول على تلك الزمالة، يكون للجراحين القدرة لممارسة الجراحة القلبية لمدة أربع سنوات.

### كندا
خلال التسعينيات، تغيرت برامج التدريب الجراحي للقلب في دولة كندا إلى برامج «الدخول المباشر» والتي تستغرق ست سنوات بعد كلية الطب. يوفر الدخول المباشر للمقيمين تجربة ودراسة متخصصة فقط بجراحة القلب والتي لن يحصلوا عليها في برامج الجراحة العامة العادية (مثل تخطيط صدى القلب ووحدة العناية التاجية وأمراض القلب وما إلى ذلك). ثم بعد ذلك يأتي التخصص مثل: جراحة القلب لدى كبار السن وعملية زرع القلب وجراحة الأبهري وجراحة الصدر وجراحة القلب للأطفال. المرشحين الكنديين المعاصرين الذين يكملون الجراحة العامة ويرغبون في متابعة جراحة القلب غالبا ما يكملون زمالة جراحة القلب في الولايات المتحدة. ومع ذلك، فإن الكلية الملكية للأطباء والجراحين في كندا تمنح زمالة جراحة القلب لمدة ثلاث سنوات للجراحين العامين المؤهلين التي يتم تقديمها في عدة مواقع بما في ذلك جامعة ألبرتا وجامعة كولومبيا البريطانية وجامعة تورنتو.
جراحة الصدر هي زمالة منفصلة لمدة 2-3 سنوات من الجراحة العامة في كندا.

### المملكة المتحدة
في المملكة المتحدة، عليك أن تتدرب في برنامج بكالوريوس الطب والجراحة (MBBS) (أو MBChB)، لمدة 5 سنوات. ويمكن الحصول على درجة البكالوريوس والتي مدتها 6 سنوات من التعليم الجامعي، ولكن هذا ليس مطلوبا للتخصص في مجال جراحة القلب. بعد التقدم بطلب للحصول على التخصص الجراحي، أو التدريب الجراحي (يُعتبر التقدم إلى التدريب الجراحي أقل من الناحية التنافسية من التقديم إلى التخصص بشكل مباشر). حيث إذا ذهبت للتدريب الجراحي الأساسي، يمكنك بعد ذلك التقديم في السنة الثالثة لجراحة القلب والأوعية الدموية، وبالتالي في تلك المرحلة يعتبر الحصول على التخصص بشكل مباشر أسهل. من ضمن التخصصات في جراحة القلب: جراحة الأبهر وجراحة القلب لكبار السن وجراحة الصدر وجراحة القلب للأطفال.

### الولايات المتحدة
يتم الجمع بين تدريبات جراحة القلب في الولايات المتحدة وجراحة الصدر العامة وتسمى جراحة القلب والأوعية الدموية أو جراحة الصدر. جراح القلب والأوعية الدموية في الولايات المتحدة هو طبيب بمرتبة (D.O. أو M.D.) الذي يكمل أولا الجراحة العامة والتي تستغرق عادة ما بين (5-7 سنوات)، تليها زمالة جراحة القلب وعادة ما تمتد زمالة جراحة القلب لمدة سنتين أو ثلاث سنوات، ولكن الاعتماد الأساسي يكون على الخبرة وعدد العمليات الجراحية التي أجريت وليس الوقت الذي يقضيه الطبيب في البرنامج، بالإضافة إلى اجتياز اختبارات صارمة على شهادة المجلس. في الآونة الأخيرة، تم إنشاء برنامج لإقامة متكاملة تبلغ مدتها 6 سنوات لجراحي القلب والصدر (بدلا من الوقت الذي يستغرقة الطبيب في الجراحة العامة ثم ينتقل لفترة إضافية للتخصص في الجراحة القلبية). وتعتبر المنافسة في ذلك التخصص عالية للغاية حيث كان هناك ما يقرب من 160 طبيب متقدم للحصول على الوظيفة وكان متاح فقط 10 أماكن مطلوبة في الولايات المتحدة في عام 2010. اعتبارا من مايو 2013 هناك الآن 20 جامعة تعتمد هذا البرنامج منها:
- كلية طب ويسكونسن
- جامعة ستانفورد

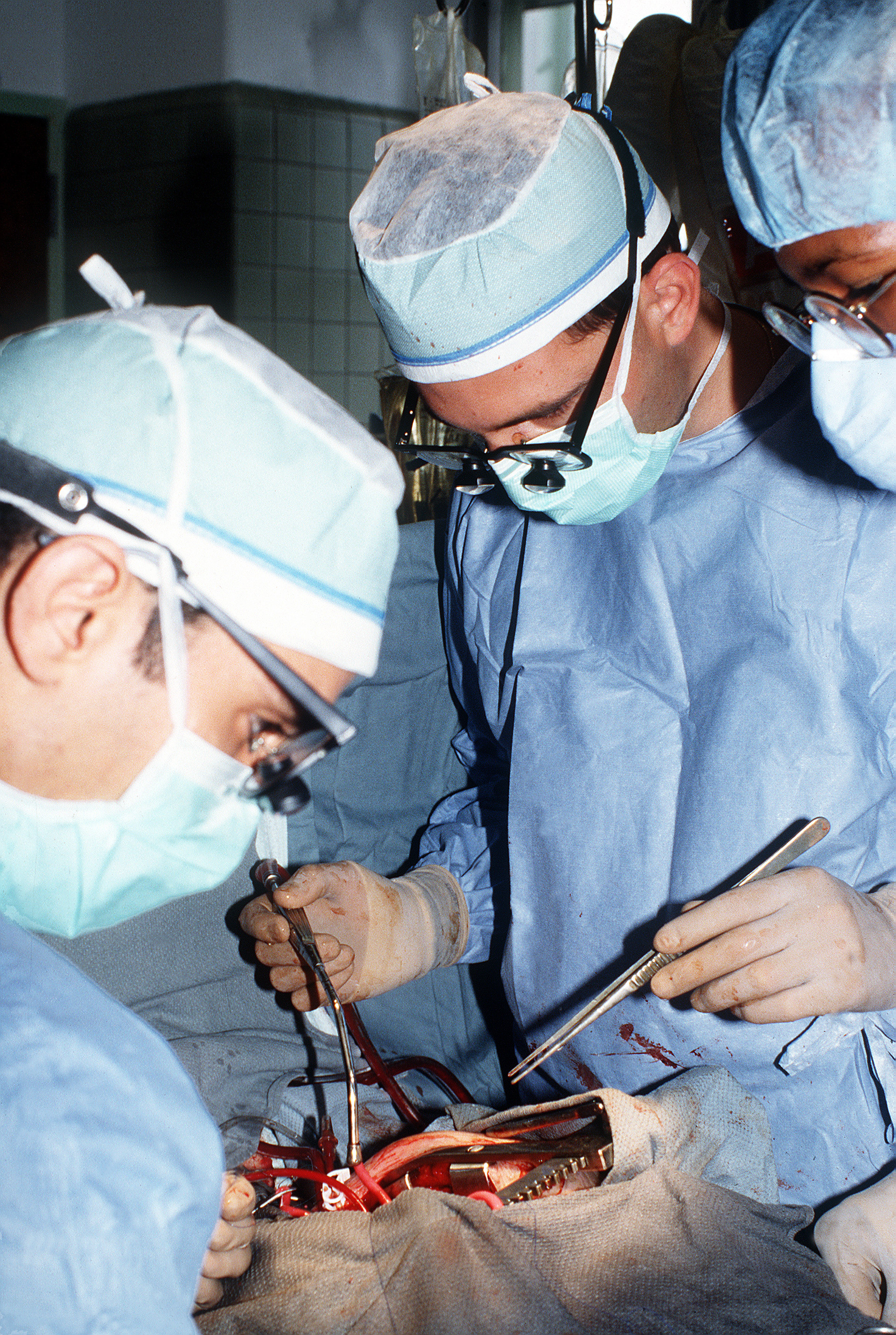

- جامعة ولاية كارولينا الشمالية في تشابل هيل
- جامعة فرجينيا
- جامعة كولومبيا
- جامعة بنسيلفانيا
- جامعة بيتسبرغ
- جامعة واشنطن
- جامعة نورث وسترن (إلينوي)
- مستشفى ماونت سيناي (مانهاتن)
- جامعة ميريلاند (كوليج بارك)
- جامعة كاليفورنيا (لوس أنجلوس)
- جامعة كاليفورنيا الجنوبية
- جامعة روتشستر
- جامعة كاليفورنيا (دافيس)
- جامعة إنديانا
- جامعة كنتاكي
- جامعة إيموري
- جامعة ميشيغان

يقدم المجلس الأمريكي لجراحة الصدر شهادة خاصة في جراحة القلب الخلقية (عيوب خلقية في القلب) التي تتطلب عادة سنة إضافية من الزمالة. هذه الشهادة الرسمية فريدة من نوعها لأن جراحين القلب في الأطفال في البلدان الأخرى ليس لديهم تقييم رسمي من قبل هيئة الترخيص.

## جراحة القلب
جراحة القلب هي الجراحة التي يجريها جراحو القلب على عضلة القلب أو الأوعية الكبيرة أو الغشاء التامورى المحيط بالقلب وتعتبر جراحة القلب جزء من جراحات الصدر وتنقسم عادة إلى قسمين كبيرين هما جراحة القلب المغلق وجراحة القلب المفتوح ويستند الفرق في التصنيف بين هذين القسمين إلى عدم الحاجة أو الحاجة إلى استخدام ماكينة القلب والرئة الصناعي في العملية على الترتيب.
تم تنفيذ العملية الأولى على التامور (الكيس الذي يحيط بالقلب) في القرن التاسع عشر حيث قام به فرانسيسكو روميرو عام (1801) ودومينيك جان لاري وهنري دالتون ودانيال هيل ويليامز. أجريت الجراحة الأولى على القلب نفسه من قبل الجراح النرويجي أكسيل كابيلن في 4 سبتمبر 1895 في ريكشوسبيتاليت في كريستيانيا. حيث تم ربط الشريان التاجي الذي كان ينزف في رجل يبلغ من العمر 24 عاما والذي تم طعنه في البطين الأيسر. استيقظ المريض وكان على ما يرام لمدة 24 ساعة كاملة، لكنه أصبح مريضا وارتفعت درجة حرارته ثم توفي في نهاية المطاف في اليوم الثالث بعد العملية الجراحية. أول جراحة ناجحة للقلب، أُجريت دون أي مضاعفات، كانت من قبل لودفيغ رين في فرانكفورت، ألمانيا، الذي قام بإصلاح طعنة قامت بإحداث جرح في البطين الأيمن في 7 سبتمبر 1896.
أصبحت جراحة الأوعية الكبيرة (تشمل: تضيق الأبهر وتحويلة بلالوك-توسيغ وإغلاق قناة شريانية مفتوحة) شائعة بعد مطلع القرن، وتعتبر ضمن جراحة القلب، ولكن من الناحية الفنية لا يمكن اعتبارها جراحة قلبية.

### تدخل مبكر في التشوهات القلبية
في عام 1925 كانت العمليات على صمامات القلب غير معروفة. عمل هنري سوتار بنجاح على امرأة شابة حيث قام بتضيق الصمام التاجي. قام بالفتح في ملحق الأذين الأيسر وأدخل إصبعه فيه من أجل استكشاف الصمام التاجي التالف. نجا المريض لعدة سنوات، لكن زملائه في سوتار في ذلك الوقت قرروا أن الإجراء لم يكن مبررا ولم يستطع الاستمرار.
تغيرت جراحة القلب بشكل ملحوظ بعد الحرب العالمية الثانية. في عام 1948 حيث نفذ أربعة جراحين عمليات ناجحة لـ تضيق الصمام التاجي الناجم عن الحمى الروماتزمية. هوراس سميثي (1914-1948) من تشارلوت (كارولاينا الشمالية)، تشارلز بيلي (1910-1993) في جامعة دريكسيل كلية الطب، فيلادلفيا دوايت هاركن في بوسطن وراسل بروك. بدأ كل هؤلاء الرجال العمل بشكل مستقل عن بعضهم البعض، في غضون بضعة أشهر. هذه المرة اعتمدت تقنية سوتار على نطاق واسع رغم وجود بعض التعديلات عليها.
في عام 1947 كان توماس هولمز سيلورز (1902-1987) من مستشفى ميدلسكس يعمل على مريض مصاب ضـ ضيق رئوي بسبب ضيق في الصمام ونجح توماس بتوسيع الصمام الرئوي. في عام 1948، استخدم روسيل بروك، الذي لم يكن على دراية بعمل سيلور، موسع صمام في ثلاث حالات تضيق رئوي.

### عملية قلب مفتوح
عملية القلب المفتوح هو الإجراء الذي يتم فيه فتح القفص الصدري للمريض لاجراء عملية القلب اللازمة. كلمة «مفتوح» تشير إلى الصدر وليس القلب لكن اعتماداً على نوع العملية قد يتم فتح القلب ايضاً. تم اكتشافه من قبل ويلفرد غوردون بيغلو من جامعة تورنتو حيث اعتبر ان إصلاح الأمراض القلبية يكون بشكل أفضل بفتح القلب. ولكن كان هذا يعنى أنه لابد من توقف القلب أثناء العملية والقيام بتحويلة للدم أثناء إجراء العملية. تم إجراء أول عملية قلب مفتوح بخفض درجة حرارة الجسم وكانت فكرة والتون ليلهي وف. جون لويس في جامعة منيسوتا في 2 سبتمبر 1952. في العام التالي، أجرى الجراح السوفياتي الكسندر أليكساندروفيتش فيشنيفسكي أول جراحة للقلب تحت تخدير موضعي.
أدرك الجراحين ان خفض حرارة الجسم تأخذ وقتا كبيرا يحتاج فيه جسم المريض إلى الدم وخاصة إلى الدماغ. ومن هنا بدأ التفكير في وجود بديل لعمل القلب والرئتين أثناء العملية وظهر مصطلح المجازة القلبية الرئوية. استخدم جون هيشام جيبون في مدرسة جيفرسون الطبية في فيلادلفيا في عام 1953 أول دورة للدم خارج الجسم عن طريق الأوكسجين، لكنه تخلى عن هذه الطريقة، بخيبة أمل بسبب الفشل اللاحق. في عام 1954 نجح ليليهي في عدد من العمليات باستخدام «المجازة القلبية الرئوية». بينما بدأ جون كيركلين في عيادة مايو في روتشستر باستخدام نوع مضخة جيبون في سلسلة من العمليات الناجحة، وسرعان ما تبعه الجراحون في مختلف أنحاء العالم.
أجرى نزيه زهدي أول عملية جراحية كاملة لتقويم القلب المفتوح في تيري جين نيكس، في 25 فبراير 1960 وفي مستشفى مرسي، أوكلاهوما سيتي، أوك. وكانت العملية ناجحة؛ ومع ذلك، توفي نيكس بعد ثلاث سنوات في عام 1963. في مارس، 1961، أجرى زهدي وكاري وغرير جراحة قلب مفتوح على طفل، وعمره 3 سنوات ونصف. في عام 1985 قام زهدي بأول عملية زرع قلب ناجحة في أوكلاهوما على نانسي روجرز في مستشفى المعمدان. كانت عملية الزرع ناجحة، ولكن المريض توفي من الإصابة بالسرطان بعد 54 يوما من الجراحة.

### جراحة القلب والأوعية الدموية للأطفال
جراحة القلب والأوعية الدموية للأطفال هي عملية جراحية تتم في قلب الطفل.تم تنفيذ أول عمليات لإصلاح عيوب القلب لدى الأطفال من قبل كلارنس كرافورد في السويد عندما قام بإصلاح تشريح الأورطي في صبي يبلغ من العمر 12 عاما. تم إجراء أول محاولات للتخفيف من أمراض القلب الخلقية من قبل ألفريد بلالوك بمساعدة ويليام لونغماير ودينتون كولي وفيفيان توماس في عام 1944 في مستشفى جونز هوبكنز. وقد تم تطوير تقنيات لإصلاح عيوب القلب الخلقية دون استخدام آلة الالتفافية في أواخر الأربعينيات وأوائل الخمسينيات. وكان من بينها إصلاح مفتوح لعيب الحاجز الأذيني بخفض حرارة الجسم في طفل يبلغ من العمر 5 سنوات حيث أُجريت في عام 1952 من قبل لويس وتوفي. تعتمد جراحة القلب والأوعية الدموية للأطفال على آلة الالتفافية القلبية الرئوية التي وضعتها جيبون وليليهي.

### مخاطر جراحة القلب
أدى تطوير جراحة القلب وتقنية الالتفافية القلبية الرئوية إلى خفض معدلات وفيات هذه العمليات الجراحية. على سبيل المثال، يصل معدل وفيات إصلاح عيوب القلب الخلقية إلى 4-6٪. أحد الشواغل الرئيسية في جراحة القلب هو حدوث الضرر العصبي. تحدث السكتة الدماغية في 5٪ من جميع الأشخاص الذين يخضعون لعملية جراحية في القلب، وهي أعلى في المرضى المعرضين لخطر الإصابة بالسكتة الدماغية. السكتة الدماغية منسوبة إلى المجازة القلبية الرئوية وتسمى المتلازمة التالية للتروية.
ومن أجل تقييم أداء الوحدات الجراحية والجراحين الأفراد، تم إنشاء نموذج شعبي يسمى يوروسكور. حيث يأخذ عددا من العوامل الصحية من المريض ويستخدام معاملات الانحدار اللوجستي حيث يحاول إعطاء فرصة مئوية من البقاء على قيد الحياة. في المملكة المتحدة تم استخدام هذا النظام لإعطاء تفصيل لجميع مراكز جراحة القلب والأوعية الدموية وإعطاء بعض المؤشرات على ما إذا كانت الوحدات وأداء أفرادها الجراحين في نطاق مقبول أم لا. النتائج متاحة على موقع CQC. بيد أن المنهجية الدقيقة المستخدمة لم تنشر حتى الآن ولا تتضمن البيانات الأولية التي تستند إليها النتائج.
تعتبر العدوى من أهم المخاطر الأولية لجراحة القلب والأوعية الدموية. يمكن أن تشمل التهاب المنصف والتهاب العضلة العصبية أو التهاب التامور المعدية والتهاب الشغاف وعدوى الجهاز القلبي والالتهاب الرئوي والتهابات مجرى الدم. يمكن أن يحدث التهاب للقولون عند استخدام المضادات الحيوية الوقائية أو بعد الجراحة.

## جراحة الصدر
عملية استئصال الجنبة هي عملية جراحية تتم فيها إزالة جزء من الغشاء الجنبي. ويستخدم أحيانا في علاج استرواح الصدر وورم المتوسطة.

### جراحة سرطان الرئة
ليس كل سرطانات الرئة مناسبة للجراحة. حيث تعتبر (مرحلة السرطان وموقعه ونوع الخلية) من العوامل الهامة المحددة.

#### أنواع الجراحة
- استئصال الورم (إزالة فص الرئة)[33]
- استئصال الفقار (إزالة جزء من فص الرئة)
- استئصال الجزء (إزالة تقسيم تشريحي لفص معين من الرئة)
- استئصال الرئتين (إزالة الرئة بأكملها)
- استئصال القصبات (إزالة مقطع أنبوبي المرتبط بالشعب الهوائية الرئيسية أثناء استئصال الفصوص)[34][35]

## وصلات خارجية
- The Cardiothoracic Surgery Network
- The Society of Thoracic Surgeons
- American Association for Thoracic Surgery
- International Society for Minimally Invasive Cardiothoracic Surgery